# Трещёв, Дмитрий Валерьевич
Дмитрий Валерьевич Трещёв (род. 25 октября 1964, Оленегорск, Мурманская область) — советский и российский учёный, математик и механик. Академик РАН (2016).

## Биография
В 1981 году окончил физико-математическую школу-интернат № 18 имени А. Н. Колмогорова при МГУ имени М. В. Ломоносова (ныне СУНЦ), а в 1986 году — механико-математический факультет МГУ. Ученик В. В. Козлова. Кандидат физико-математических наук (1988, тема диссертации — «Геометрические методы исследования периодических траекторий динамических систем»), доктор физико-математических наук (1992, тема диссертации — «Качественные методы исследования гамильтоновых систем, близких к интегрируемым») профессор (1998).
Преподавал в СУНЦе с 1986 года, профессор кафедры математики.
С 1993 года — ведущий научный сотрудник кафедры теоретической механики механико-математического факультета МГУ, с 2006 года — заведующий кафедрой.
В 2003 году избран членом-корреспондентом РАН, в 2016 году — академиком РАН.
С 2005 года работает в Математическом институте им. В. А. Стеклова Российской академии наук (МИАН) — главный научный сотрудник, заместитель директора по научной работе, с 2017 года — директор.
В 2013 году подписал заявление ряда академиков и членов-корреспондентов РАН об отказе вступить в новую Академию наук в случае реорганизации РАН.
Член редколлегий журналов «Nonlinearity», «Chaos», «Математические заметки», «Regular and Chaotic Dynamics». С 2022 года — главный редактор журнала «Математические заметки».

## Область научных интересов
Динамические системы классической механики. Руководит совместно с В. В. Козловым спецсеминаром «Избранные задачи классической динамики». Автор около 70 научных работ.

## Награды
- 1995 — Лауреат Государственной премии РФ для молодых учёных[5]
- 2007 — Премия имени А. М. Ляпунова — за цикл работ «Развитие новых математических методов в приложениях к механике»[6]

## Из библиографии
- Козлов В. В., Трещёв Д. В. Биллиарды. Генетическое введение в динамику систем с ударами. М.: Изд-во Моск. ун-та, 1991. 168 с. ISBN 5-211-01566-5
- Трещёв Д. В. Введение в теорию возмущений гамильтоновых систем, Библиотека студента-математика, 6, ФАЗИС, М., 1998, ISBN 5-7036-0045-6
- Задачи по классической механике / Антонов И. Л., Болотин С. В., Вильке В. Г., Голубев Ю. Ф., Карапетян А. В., Кугушев Е. И., Павловский В. Е., Сальникова Т. В., Самсонов В. А., Татаринов Я. В., Трещёв Д. В., Якимова К. Е., Якушев А. Г.  М.: изд-во ЦПИ мехмата МГУ, 2001. ISBN 5-93839-011-7. 96 с.
- Теоретическая механика: учебник для студентов вузов … по специальностям «Математика» и «Механика» / С. В. Болотин, А. В. Карапетян, Е. И. Кугушев, Д. В. Трещёв. — Москва : Академия, 2010. — 429 с. : ил.; 22 см. — (Высшее проф. образование. Естественные науки); ISBN 978-5-7695-5946-4